# 朝倉禮生
朝倉禮生（日语：／ Asakura Aki，1991年9月23日—）是日本神奈川縣出身的女演員，血型B型，身高165公分，鞋子尺寸是24.5公分。經紀公司為日本音樂娛樂。

## 資歷
- 曾在2006年時參加第六屆东宝「灰姑娘」甄选（東宝「シンデレラ」オーディション）並進入決賽名單（以第八名入選）。雖沒有獲獎，但也因此獲得加入東寶藝能的機會，隔年在NHK BS hi系列節目《兒時印象「女演員 齊藤由貴」篇》（埃里希·凯斯特纳）參與演出，成為出道作。
- 2010年1月在《鈴里高校書道部》（とめはねっ! 鈴里高校書道部）初次擔任女主角演出。

## 興趣、性格與其他
- 興趣是讀書、電影鑑賞。特長是運動。
- 優點是好奇心旺盛以及很會忍耐。
- 飼養著一隻名為「桜次郎」的雄性貴婦犬[1]。

## 演出作品

### 電影
- 犯人に告ぐ（2007年，WOWOW） - 飾2人組偶像的其中一人（照片演出）
- 歓喜の歌（2008年，シネカノン） - 飾大田綾香
- 彼方からの手紙（2008年，東京藝術大学） - 飾由紀（ヒロイン）
- 携帯彼氏（2009年，秋公開_ 東宝） - 飾小野寺由香
- 神的病歷簿（2011年） - 飾無水陽子
- 横道世之介（2013年） - 飾阿久津唯
- 神的病歷簿 2（2014年） - 飾無水陽子
- 超越無限兩分鐘（2020年） - 飾惠美

### 電視劇
- 《兒時印象「女演員 齊藤由貴」篇》（」，2007年1月17日，BS hi） - 飾 齊藤理惠
- 《求婚大作戰》第1話（2007年4月16日，富士電視台） - 飾 高中生（同學），未列名演員名單內
- 《謎》（2008年4月18日 - 6月20日，朝日電視台） - 飾 和田瞳子（和田ひとみ）
- 《我的野蠻女友》第8話、第9話（2008年6月18日、6月15日，TBS） - 飾 三澤朱音
- 《純情男生俏老師》（2008年7月15日 - 9月16日，日本電視台） - 飾 見城瞳
- 《帽子》（NHK廣島開局80週年紀念劇，2008年8月2日，NHK綜合） - 飾 竹本世津（14歳和19歳）
- 《昌姊漫遊 新春特集～岐阜、美濃編～》（マサさんがゆく 新春スペシャル〜岐阜・美濃編〜，2009年1月9日，NHK名古屋）- 飾 香苗（此劇為週五話題（週五話題（日语：金とく））所屬的連續劇作品）
- 《天生妙手》（日語：ゴッドハンド輝，2009年4月11日 - 5月16日，TBS）- 飾　川瀬惠美（川瀨めぐみ）
- 《鈴里高校書道部》（日語：とめはねっ! 鈴里高校書道部，2010年1月 - 2月，NHK綜合） - 飾 望月結希（主演）
- 《社團活動之道》第五話 成海璃子特別篇「啪咻一聲」（弓道部）（ブカツ道＃5 成海璃子特別篇「パシュっとな！(弓道部)」，2010年4月18日，WOWOW）- 飾 小紀（のり）
- 《幸福鐵板燒》（2010年9月 - 2011年3月，NHK綜合 晨間小說連續劇） - 飾 篠宮加奈
- 《江～公主們的戰國～》第36話（2011年9月18日，NHK綜合 大河劇） - 飾 夏（なつ）
- 《深夜食堂 第二季》第16話、最終話（2011年11月22日、12月20日，MBS） - 飾 鈴木菫（鈴木すみれ）
- 《孤獨的美食家 第一季》第9話（2012年2月29日，東京電視台） - 飾 篠宮（劇團的新進女演員）
- 《罪與罰 A Falsified Romance》（2012年4月29日 - 6月3日，WOWOW） - 飾 中上明美
- 《純與愛》第79話 - 最終話（2013年1月5日 - 3月30日，NHK綜合 晨間小說連續劇） - 飾 宮里羽純
- 《圈套 特別篇3》（2014年1月12日，朝日電視台） - 飾 藤崎千佳子
- 《預告犯 -THE PAIN-》（2015年6月7日 - 7月5日，WOWOW）- 飾 鴨下樹理
- 《午餐的敦子》第5話（2015年6月9日，NHK BS Premium） - 飾 我孫子護士
- 《遺產爭族》（2015年10月22日 - 12月17日，朝日電視台） - 飾 渡邊美香
- 《下町火箭》第6話 - 最終話（2015年11月22日 - 12月20日，TBS） - 飾 加納秋（加納アキ）
  - 《下町火箭 第二季》（2018年10月14日 - 12月23日，TBS）
  - 《下町火箭 特別篇》（2019年1月2日，TBS）
- 《不沉的太陽》（2016年5月8日 - 10月2日，WOWOW） - 飾 恩地純子
- 《女城主 直虎》第39話 - 最終話（2017年10月1日 - 12月17日，NHK綜合 大河劇） - 飾 高瀨
- 《相棒 season16》第9話（2017年12月13日，朝日電視台） - 飾 新崎芽依
  - 《相棒 season18》第17話（2020年2月26日，朝日電視台）
- 《家政夫三田園 第3季》第8話（2019年6月7日，朝日電視台） - 飾 田畑奈緒美
- 《Grand Maison東京》（2019年10月20日 - 12月29日，TBS） - 飾 蛯名美優
- 《獨自一人露營睡覺》第2話、第12話（2019年10月26日、12月28日，東京電視台） - 飾 宏美
- 《24 JAPAN》（2020年10月9日 - 2021年3月26日，朝日電視台） - 飾 明智菫
- 《直衝青天》第27話 - 最終話（2021年9月19日 - 12月26日，NHK綜合 大河劇） - 飾 大隈綾子
- 《螺旋的迷宮～DNA科學搜查～》第5話 - 最終話（2021年11月12日 - 26日，東京電視台） - 飾 靜原沙也香
- 《伽利略 禁忌的魔術》（2022年9月17日，富士電視台） - 飾 小芝秋穗
- 《通往內心的橋 -兒童心理診所-》第1話（2023年1月20日，朝日電視台） - 飾 長谷部沙知子
- 《總之先乾杯吧?》（2023年3月2日 - 3月23日，東京電視台）- 飾 町あけび
- 《那不是抄襲嗎？》（2023年4月12日 - 6月14日，日本電視台）- 飾 柚木紗耶香（柚木さやか）
- 《育休刑警》第7話（2023年5月30日，NHK綜合・NHK BS4K）- 飾 島田真奈美
- 《她們的犯罪》（2023年7月20日 - 9月22日，讀賣電視台・日本電視台） - 飾 龜山優子
- 《昨日的美食2》第4話・第9話（2023年10月28日・12月2日，東京電視台）- 飾 逸見千波
- 《生意世傳金與銀》（2023年12月8日 - 2024年2月2日，NHK BSP4K / NHK BS） - 飾 菊榮
  - 《生意世傳金與銀2》（2025年4月6日 - 5月25日）
  - 《生意世傳金與銀3》（2026年）
- 《SEXY田中小姐》第8話・第9話・最終話（2023年12月10日・12月17日・12月24日，日本電視台）- 飾 山根ふみか
- 《花咲舞無法沉默2024》第9話（2024年6月8日，日本電視台）- 飾 早瀬深月
- 《致光之君》第23話 - 第44話（2024年6月9日 - 11月17日，NHK綜合 大河劇） - 飾 藤原娍子
- 《無法抗拒的他 the shapes of love》（2024年12月9日，ABEMA、Netflix）- 飾 川瀨咲
- 《正直不動產 Minerva Special》（2025年2月5日，NHK BS）- 飾 內田沙織
- 《三人夫婦》（2025年4月1日 - 6月18日，TBS）- 飾 矢野口美愛
- 《DOCTOR PRICE》第3話（2025年7月27日，讀賣電視台・日本電視台）- 飾 楢崎彌生

### 其他電視節目
- 土曜スタジオパーク（2010年1月23日，NHK總合） - 和高橋英樹一同演出。
- エンタ!SELECTION（2010年2月月間MC，スカパー：エンタ!371）
- 恋するTOHOシネマズ　TOHOシネマズ“プラスワン”キャンペーン　(2010年1月30日よりTOHOシネマズ本編上映前)

### 廣告
- カルピスウォーター「甘ずっぱい距離」篇（2008年6月15日〜，可爾必思） - 和長澤雅美共同演出

### 網站
- カルピスウォーター：廣告、網站電影 第2話 妹篇（2008年6月12日〜，可爾必思）

## 書籍

### 雜誌
- デジタルフォトテクニック #17（2007年11月號，玄光社） - 小林幹幸のスクールガール デジタル写真館 #5
- BOMB #339（2008年5月号、學習研究社） - 岩田小百合×佐藤千亜妃×朝倉あき
- BEAUTIFUL Lady & TELEVISION（2008年7月號，東京ニュース通信社） - B.L.T.Rookies
- memew vol.40 (2008年8月、近代映画社)
- アップトゥボーイ vol.187 （2008年8月，ワニブックス)
- アップトゥボーイ vol.188 (2008年10月，ワニブックス)
- アップトゥボーイ vol.195　(2009年12月22日，ワニブックス)
- Big Comic Spirits周刊（2010年2月1日号、小學館） - 表紙・巻頭グラビア
- B.L.T.（2010年3月号、東京ニュース通信社）

### 寫真集
- 「朝倉あきファースト写真集『朝顔』」（2010年2月10日、ワニブックス、ISBN 9784847042379）

## 外部連結
- 朝倉あき - 日本音樂娛樂
- 朝倉禮生的Instagram帳戶
- 朝倉あき 個人部落格「今日の日誌当番。」powered by Ameba （页面存档备份，存于）
- 東寶藝能官網 :: 女性俳優 :: プロフィール :: 朝倉 あき